# Градобык, Прасковья Николаевна
Прасковья Николаевна Градобык (Параска Миколаївна Градобик) (1933 — ?) — доярка колхоза «Дружба» Нежинского района Черниговской области, Герой Социалистического Труда (22.03.1966).
Родилась 10 ноября 1933 года.
Работала дояркой, мастером машинного доения колхоза «Дружба» (с. Григоро-Ивановка Нежинского района Черниговской области).
В 1966 году получила от каждой закрепленной за ней коровы в среднем свыше 7 тыс. кг молока.
Герой Социалистического Труда (22.03.1966). Награждена орденом Октябрьской революции.
Ей посвящён документальный фильм:
- МАСТЕР ВЫСОКИХ УДОЕВ. Кінофільм, 1967. Арх. № 4661. Київнаукфільм. Режисер І. М. Новаков. Про доярку колгоспу «Дружба» Ніжинського району Чернігівської області, Героя Соціалістичної Праці П. М. Градобик: за роботою, ділиться досвідом роботи з молодими доярками, виступає в самодіяльному хорі.